# 小河沿站
小河沿站是一个京通线上的铁路车站，位于内蒙古自治区敖汉旗小河沿村，建于1980年，目前为四等站，邮政编码为024328。目前客运：办理旅客乘降；行李、包裹托运；货运：办理整车货物发到。